# Carrer de Dalt d'Alpens
El Carrer de Dalt d'Alpens és una obra amb elements barrocs d'Alpens (Lluçanès) inclosa a l'Inventari del Patrimoni Arquitectònic de Catalunya.

## Descripció
Carrer de cases amb murs de pedra, generalment de planta pis i golfes, amb els teulats a doble vessant laterals a les façanes que donen al carrer. Aquest carrer sols presenta una façana, la del pujant dret. Totes les obertures de les cases tenen llindes de pedra, algunes amb dates de construcció entre 1610 i 1708.

## Història
Algunes de les dates que apareixen a les llindes de les portes d'entrada de les cases són: 16--, 1700,1703,1708. Juntament amb el carrer Planes és un dels carrers antics d'Alpens construïts a partir del creixement de la indústria menestral de la parairia.